# Фридрих Саломон Краус
Фридрих Саломон Краус, псеудоним "Суљо Серхатлија", (хебр. קראוס, פרידריך סלומון), Пожега (Славонска), 7. октобар 1859 — Беч, 29. мај 1938) је био аустријски фолклориста, истраживач и сексолог.

## Биографија
Студирао је класичну филологију на Универзитету у Бечу (Проф. др.). Hаручен од стране аустријског престолонаследника Рудолфа послат је да путује и изучава Јужно Словенску културу и фолклор кроз Босну, Херцеговину, Славонију, Хрватску и Далмацију. Открио је несумњиво богатство муслиманских и словенских песама. Осам година уређивао је фолклорни месечни "Ам Уркуел."
Краус је аутор великог броја публикација, од којих су најзначајнија Словенска истраживања 1901 и Артемидор Далдиански која се односи на Фројдово тумачење снова (1900). Од 1891. до 1901, Краус је радио као секретар јеврејскоје Алијансе у Бечу. У школи инвалида рата предавао је од 1914. до 1919. Радио је као судски тумач за јужнословенске језике и превео је дела аутора Александара Сандићa, Бранислава Нушића, и Светозара Ћоровићa.